# Larry Lurex
Larry Lurex was de artiestennaam van een muziekproject van de geluidstechnicus van de Trident Studios, Robin Geoffrey Cable, in 1972. Deze naam was een woordspeling op de glamrockartiest Gary Glitter en het textielvezel Lurex.
Cable was aan het experimenteren om de Wall of sound van Phil Spector te recreëren. Hij nam coverversies op van de nummers I Can Hear Music (The Beach Boys) en Goin' Back (Dusty Springfield). Cable wist Freddie Mercury, leadzanger van de op dat moment beginnende band Queen, te strikken om deze nummers in te zingen. Queen was op dat moment bezig om hun debuutalbum op te nemen in de Trident Studios. Mercury ging akkoord, op voorwaarde dat zijn bandgenoten Brian May en Roger Taylor de percussie, gitaar en achtergrondzang mochten inspelen.
In 1973 werden deze nummers uitgebracht op een 7" vinyl single door EMI. Het wist alleen in de Verenigde Staten een hitnotering op te brengen; het kwam op nummer 115 in de Bubbling Under the Hot 100 Chart, nog voor het eerste Queen-album. De nummers werden in 1995 op een bootleg uitgebracht in Italië onder de naam Queen in Nuce. Ook stonden ze op de solo-compilatiealbums van Mercury The Solo Collection en Lover of Life, Singer of Songs: The very best of Freddie Mercury.